# تاوریئیسک
شهر تاوریئیسک (به روسی: Таврійськ) در استان خرسون در کشور اوکراین واقع شده‌است. جمعیت این شهر ۱۱٬۴۵۲ نفر  است.